# Oswaldo Minda
Oswaldo Minda (Quito, 26 de julho de 1983), é um futebolista Equatoriano que atua como meia. Atualmente, joga pelo Barcelona Sporting Club.

## Títutlos

### Deportivo Quito
Campeonato Equatoriano: 2008, 2009, 2011